# Conflicto afgano-iraní de 2009
El conflicto afgano-iraní se desarrolló el 23 de abril de 2009, fue un enfrentamiento entre los guardias fronterizos de Afganistán e Irán en la Provincia de Nimruz cerca de la frontera entre Afganistán e Irán. Un Comando de la Guardia Fronteriza iraní murió en el enfrentamiento y otro guardia fronterizo fue capturado por la Policía fronteriza afgana.  Según el general Saifullah Hakim, jefe de la policía fronteriza de Afganistán en Nimroz, la causa del enfrentamiento fue la incursión de los guardias fronterizos iraníes en el distrito Tang de la provincia de Nimroz. Irán  Press TV también confirmó que se produjo un enfrentamiento entre los guardias fronterizos de dos países y un soldado iraní murió mientras que otro fue capturado en el enfrentamiento.
Los dos países también se habían enfrentado previamente en 2007 y 2008 y más tarde en 2021.

## Antecedentes
Afganistán e Irán comparten una frontera larga y porosa que los contrabandistas utilizan para traficar drogas hacia Irán. Muchos afganos también cruzan ilegalmente la frontera para ingresar a Irán. La actividad de los contrabandistas a lo largo de la frontera entre Afganistán e Irán es una fuente de tensiones bilaterales. Los enfrentamientos fronterizos entre los guardias fronterizos de los dos países son habituales en la zona.

## Enfrentamiento
El general Saifullah Hakim, dijo a Radio Free Europe/Radio Liberty que los guardias fronterizos iraníes habían ignorado las advertencias emitidas por las fuerzas afganas después de que cruzaron ilegalmente la frontera hacia Afganistán y entraron en el distrito Tang. En el tiroteo resultante con la policía fronteriza afgana, un guardia fronterizo iraní murió mientras que otro fue capturado. El general Hakim dice que esto ha sido reconocido por los funcionarios iraníes y que el soldado detenido junto con el cuerpo del soldado fallecido serán devueltos a Irán. Press TV de Irán también informó sobre la muerte de un soldado iraní y la captura del otro por parte de la policía fronteriza afgana.

## Enfrentamientos anteriores
El 8 de marzo de 2007, un guardia fronterizo afgano y otro iraní murieron en un enfrentamiento armado en la frontera entre Afganistán e Irán. El choque también dejó un guardia fronterizo herido en ambos lados.
El 20 de abril de 2008, un enfrentamiento armado entre los guardias fronterizos de dos países dejó un civil afgano muerto y dos oficiales iraníes heridos.